# Elektrėnai
Elektrėnai je město v Litvě, které je od roku 2000 centrem stejnojmenného okresu. Má 14 000 obyvatel a nachází se na půli cesty mezi Vilniusem and Kaunasem. Jedná se o jedno z novějších měst, které vzniklo v dobách Litevské sovětské socialistické republiky pro zaměstnance místní elektrárny. Jeho jméno je odvozeno od elektřiny. Historické budovy ve městě nejsou a sestává výhradně z velkých jednotných panelových domů. Blízko města se nachází umělé jezero Elektrėnajská laguna, které je používáno k chlazení elektrárny a jeho teplota je o něco vyšší než teplota jeho okolí.
Energija Elektrėnai je hokejový klub z Elektrėnai, který hraje Litevskou hokejovou ligu,a je s 22 tituly nejúspěšnějším týmem Litevského ledního hokeje. Jejich domovským stadionem je Elektrėnų ledo halė.

## Sport
- FK Elektrėnų Versmė fotbalový klub;